# Fed Cup 2011 – blok B 1. skupiny zóny Asie a Oceánie
Blok B 1. skupiny zóny Asie a Oceánie Fed Cupu 2011 představoval jednu ze dvou podskupin 1. skupiny. Hrálo se mezi 2. až 5. únorem v areálu National Tennis Centre thajského Nonthaburi venku na tvrdém povrchu.
Čtyři týmy se utkaly ve vzájemných zápasech. Vítěz sehrál zápas s vítězem bloku A o účast v baráži Světové skupiny II pro rok 2012. Družstvo na posledním místě se utkalo se stejně umístěnému týmu v bloku A a poražený sestoupil do 2. skupiny zóny Asie a Oceánie pro rok 2012.

## Blok B
|     |             | Japonsko | Tchaj-wan | Kazachstán | Jižní Korea | Zápasy V/P | Sety V/P | Hry V/P | Pořadí |
| 20. | Japonsko    |          | 3–0       | 2–1        | 3–0         | 3–0        | 17–2     | 119–69  | 1.     |
| 24. | Tchaj-wan   | 0–3      |           | 0–3        | 0–3         | 0–3        | 2–16     | 50–113  | 4.     |
| 34. | Kazachstán  | 1–2      | 3–0       |            | 2–1         | 2–1        | 11–7     | 103–72  | 2.     |
| 37. | Jižní Korea | 0–3      | 3–0       | 1–2        |             | 1–2        | 6–11     | 68–95   | 3.     |

- V/P – výhry/prohry

## Zápasy

### Japonsko vs. Kazachstán
| | Japonsko | 2 :                                                                      | 1    | Kazachstán |     |       |
| --- | -------- | ------------------------------------------------------------------------ | ---- | ---------- | --- | ----- |
| National Tennis Centre, Nonthaburi, Thajsko 2. února 2011 tvrdý (venku) |          |                                                                          |      |            |     |       |
| \| \| \| \| 1. \| 2. \| 3. \| \| \| -- \| \| ------------------------------------------------------------------------ \| ---- \| ---- \| --- \| ----- \| \| 1. \| \| Misaki Dojová Zarina Dijasová \| 7 65 \| 4 6 \| 3 4 \| skreč \| \| 2. \| \| Ajumi Moritová Sesil Karatančevová \| 6 4 \| 7 65 \| \| \| \| 3. \| \| Rika Fudžiwarová / Ajumi Moritová Zarina Dijasová / Galina Voskobojevová \| 6 4 \| 6 3 \| \| \| \| \| \| \| \| \| \| \| \| \| \| \| \| \| \| \| \| \| \| \| \| \| \| \| \| \| \| \| \| \| \| \| \| \| \| \| \| \| \| \| |          |                                                                          |      |            |     |       |
| |          |                                                                          | 1.   | 2.         | 3.  |       |
| 1. |          | Misaki Dojová Zarina Dijasová                                            | 7 65 | 4 6        | 3 4 | skreč |
| 2. |          | Ajumi Moritová Sesil Karatančevová                                       | 6 4  | 7 65       |     |       |
| 3. |          | Rika Fudžiwarová / Ajumi Moritová Zarina Dijasová / Galina Voskobojevová | 6 4  | 6 3        |     |       |
| |          |                                                                          |      |            |     |       |
| |          |                                                                          |      |            |     |       |
| |          |                                                                          |      |            |     |       |
| |          |                                                                          |      |            |     |       |
| |          |                                                                          |      |            |     |       |

### Tchaj-wan vs. Jižní Korea
| | Tchaj-wan | 1 :                                             | 2      | Jižní Korea |     |       |
| --- | --------- | ----------------------------------------------- | ------ | ----------- | --- | ----- |
| National Tennis Centre, Nonthaburi, Thajsko 2. února 2011 tvrdý (venku) |           |                                                 |        |             |     |       |
| \| \| \| \| 1. \| 2. \| 3. \| \| \| -- \| \| ----------------------------------------------- \| ------ \| --- \| --- \| ----- \| \| 1. \| \| Chen Yi Kim Na-ri \| 1 6 \| 5 7 \| \| \| \| 2. \| \| Chan Chin-wei Lee Ye-ra \| 68 710 \| 3 2 \| \| skreč \| \| 3. \| \| Chan Chin-wei / Chen Yi Kim Na-ri / Kim So-jung \| 1 6 \| 6 3 \| 0 3 \| skreč \| \| \| \| \| \| \| \| \| \| \| \| \| \| \| \| \| \| \| \| \| \| \| \| \| \| \| \| \| \| \| \| \| \| \| \| \| \| \| \| \| |           |                                                 |        |             |     |       |
| |           |                                                 | 1.     | 2.          | 3.  |       |
| 1. |           | Chen Yi Kim Na-ri                               | 1 6    | 5 7         |     |       |
| 2. |           | Chan Chin-wei Lee Ye-ra                         | 68 710 | 3 2         |     | skreč |
| 3. |           | Chan Chin-wei / Chen Yi Kim Na-ri / Kim So-jung | 1 6    | 6 3         | 0 3 | skreč |
| |           |                                                 |        |             |     |       |
| |           |                                                 |        |             |     |       |
| |           |                                                 |        |             |     |       |
| |           |                                                 |        |             |     |       |
| |           |                                                 |        |             |     |       |

### Tchaj-wan vs. Kazachstán
| | Tchaj-wan | 0 :                                                                      | 3      | Kazachstán |    |  |
| --- | --------- | ------------------------------------------------------------------------ | ------ | ---------- | -- |  |
| National Tennis Centre, Nonthaburi, Thajsko 3. února 2011 tvrdý (venku) |           |                                                                          |        |            |    |  |
| \| \| \| \| 1. \| 2. \| 3. \| \| \| -- \| \| ------------------------------------------------------------------------ \| ------ \| --- \| -- \| \| \| 1. \| \| Juan Ting-fei Zarina Dijasová \| 0 6 \| 2 6 \| \| \| \| 2. \| \| Chan Chin-wei Sesil Karatančevová \| 68 710 \| 2 6 \| \| \| \| 3. \| \| Juan Ting-fei / Miao Tui-lynn Sesil Karatančevová / Galina Voskobojevová \| 2 6 \| 1 6 \| \| \| \| \| \| \| \| \| \| \| \| \| \| \| \| \| \| \| \| \| \| \| \| \| \| \| \| \| \| \| \| \| \| \| \| \| \| \| \| \| \| \| |           |                                                                          |        |            |    |  |
| |           |                                                                          | 1.     | 2.         | 3. |  |
| 1. |           | Juan Ting-fei Zarina Dijasová                                            | 0 6    | 2 6        |    |  |
| 2. |           | Chan Chin-wei Sesil Karatančevová                                        | 68 710 | 2 6        |    |  |
| 3. |           | Juan Ting-fei / Miao Tui-lynn Sesil Karatančevová / Galina Voskobojevová | 2 6    | 1 6        |    |  |
| |           |                                                                          |        |            |    |  |
| |           |                                                                          |        |            |    |  |
| |           |                                                                          |        |            |    |  |
| |           |                                                                          |        |            |    |  |
| |           |                                                                          |        |            |    |  |

### Japonsko vs. Jižní Korea
| | Japonsko | 3 :                                                              | 0   | Jižní Korea |    |  |
| --- | -------- | ---------------------------------------------------------------- | --- | ----------- | -- |  |
| National Tennis Centre, Nonthaburi, Thajsko 3. února 2011 tvrdý (venku) |          |                                                                  |     |             |    |  |
| \| \| \| \| 1. \| 2. \| 3. \| \| \| -- \| \| ---------------------------------------------------------------- \| --- \| --- \| -- \| \| \| 1. \| \| Džunri Namigatová Hong Hyun-hui \| 6 2 \| 6 4 \| \| \| \| 2. \| \| Ajumi Moritová Kim Na-ri \| 7 5 \| 6 1 \| \| \| \| 3. \| \| Rika Fudžiwarová / Džunri Namigatová Hong Hyun-hui / Kim So-jung \| 7 5 \| 6 4 \| \| \| \| \| \| \| \| \| \| \| \| \| \| \| \| \| \| \| \| \| \| \| \| \| \| \| \| \| \| \| \| \| \| \| \| \| \| \| \| \| \| \| |          |                                                                  |     |             |    |  |
| |          |                                                                  | 1.  | 2.          | 3. |  |
| 1. |          | Džunri Namigatová Hong Hyun-hui                                  | 6 2 | 6 4         |    |  |
| 2. |          | Ajumi Moritová Kim Na-ri                                         | 7 5 | 6 1         |    |  |
| 3. |          | Rika Fudžiwarová / Džunri Namigatová Hong Hyun-hui / Kim So-jung | 7 5 | 6 4         |    |  |
| |          |                                                                  |     |             |    |  |
| |          |                                                                  |     |             |    |  |
| |          |                                                                  |     |             |    |  |
| |          |                                                                  |     |             |    |  |
| |          |                                                                  |     |             |    |  |

### Japonsko vs. Tchaj-wan
| | Japonsko | 3 :                                                             | 0    | Tchaj-wan |     |  |
| --- | -------- | --------------------------------------------------------------- | ---- | --------- | --- |  |
| National Tennis Centre, Nonthaburi, Thajsko 4. února 2011 tvrdý (venku) |          |                                                                 |      |           |     |  |
| \| \| \| \| 1. \| 2. \| 3. \| \| \| -- \| \| --------------------------------------------------------------- \| ---- \| --- \| --- \| \| \| 1. \| \| Rika Fudžiwarová Miao Yui-lynn \| 6 0 \| 6 1 \| \| \| \| 2. \| \| Džunri Namigatová Juan Ting-fei \| 6 78 \| 6 3 \| 6 1 \| \| \| 3. \| \| Misaki Dojová / Džunri Namigatová Chan Chin-wei / Miao Yui-lynn \| 6 1 \| 6 2 \| \| \| \| \| \| \| \| \| \| \| \| \| \| \| \| \| \| \| \| \| \| \| \| \| \| \| \| \| \| \| \| \| \| \| \| \| \| \| \| \| \| \| |          |                                                                 |      |           |     |  |
| |          |                                                                 | 1.   | 2.        | 3.  |  |
| 1. |          | Rika Fudžiwarová Miao Yui-lynn                                  | 6 0  | 6 1       |     |  |
| 2. |          | Džunri Namigatová Juan Ting-fei                                 | 6 78 | 6 3       | 6 1 |  |
| 3. |          | Misaki Dojová / Džunri Namigatová Chan Chin-wei / Miao Yui-lynn | 6 1  | 6 2       |     |  |
| |          |                                                                 |      |           |     |  |
| |          |                                                                 |      |           |     |  |
| |          |                                                                 |      |           |     |  |
| |          |                                                                 |      |           |     |  |
| |          |                                                                 |      |           |     |  |

### Kazachstán vs. Jižní Korea
| | Kazachstán | 2 :                                                            | 1   | Jižní Korea |    |  |
| --- | ---------- | -------------------------------------------------------------- | --- | ----------- | -- |  |
| National Tennis Centre, Nonthaburi, Thajsko 4. února 2011 tvrdý (venku) |            |                                                                |     |             |    |  |
| \| \| \| \| 1. \| 2. \| 3. \| \| \| -- \| \| -------------------------------------------------------------- \| --- \| --- \| -- \| \| \| 1. \| \| Zarina Dijasová Lee Ye-ra \| 6 2 \| 6 1 \| \| \| \| 2. \| \| Sesil Karatančevová Kim So-jung \| 4 6 \| 5 7 \| \| \| \| 3. \| \| Zarina Dijasová / Galina Voskobojevová Kim Na-ri / Kim So-jung \| 6 4 \| 6 0 \| \| \| \| \| \| \| \| \| \| \| \| \| \| \| \| \| \| \| \| \| \| \| \| \| \| \| \| \| \| \| \| \| \| \| \| \| \| \| \| \| \| \| |            |                                                                |     |             |    |  |
| |            |                                                                | 1.  | 2.          | 3. |  |
| 1. |            | Zarina Dijasová Lee Ye-ra                                      | 6 2 | 6 1         |    |  |
| 2. |            | Sesil Karatančevová Kim So-jung                                | 4 6 | 5 7         |    |  |
| 3. |            | Zarina Dijasová / Galina Voskobojevová Kim Na-ri / Kim So-jung | 6 4 | 6 0         |    |  |
| |            |                                                                |     |             |    |  |
| |            |                                                                |     |             |    |  |
| |            |                                                                |     |             |    |  |
| |            |                                                                |     |             |    |  |
| |            |                                                                |     |             |    |  |